# Ejnar Mikkelsen Gletscher
Ejnar Mikkelsen Gletscher är en glaciär i Grönland (Kungariket Danmark). Den ligger i den nordöstra delen av Grönland, 1 700 km nordost om huvudstaden Nuuk. Ejnar Mikkelsen Gletscher ligger 722 meter över havet.
Terrängen runt Ejnar Mikkelsen Gletscher är varierad.  Trakten runt Ejnar Mikkelsen Gletscher är nära nog obefolkad, med mindre än två invånare per kvadratkilometer. Det finns inga samhällen i närheten. Trakten runt Ejnar Mikkelsen Gletscher är permanent täckt av is och snö.